# Lynique Prinsloo
Lynique Prinsloo (ur. 30 marca 1991) – południowoafrykańska lekkoatletka specjalizująca się w skoku w dal. 
W 2012 zdobyła brąz mistrzostw Afryki w Porto-Novo. Medalistka mistrzostw kraju.

## Osiągnięcia
| Rok  | Impreza              | Miejsce        | Lokata            | Wynik |
| ---- | -------------------- | -------------- | ----------------- | ----- |
| 2012 | Mistrzostwa Afryki   | Porto-Novo     | 3. miejsce        | 6,22  |
| 2013 | Mistrzostwa świata   | Moskwa         | el. – 27. miejsce | 6,17  |
| 2015 | Igrzyska afrykańskie | Brazzaville    | 5. miejsce        | 6,13  |
| 2016 | Mistrzostwa Afryki   | Durban         | 5. miejsce        | 6,20  |
| 2016 | Igrzyska olimpijskie | Rio de Janeiro | el. – 33. miejsce | 6,10  |

## Rekordy życiowe
- Skok w dal (stadion) – 6,81 (13 kwietnia 2013, Stellenbosch)